# Liste des cantons de la Charente-Maritime

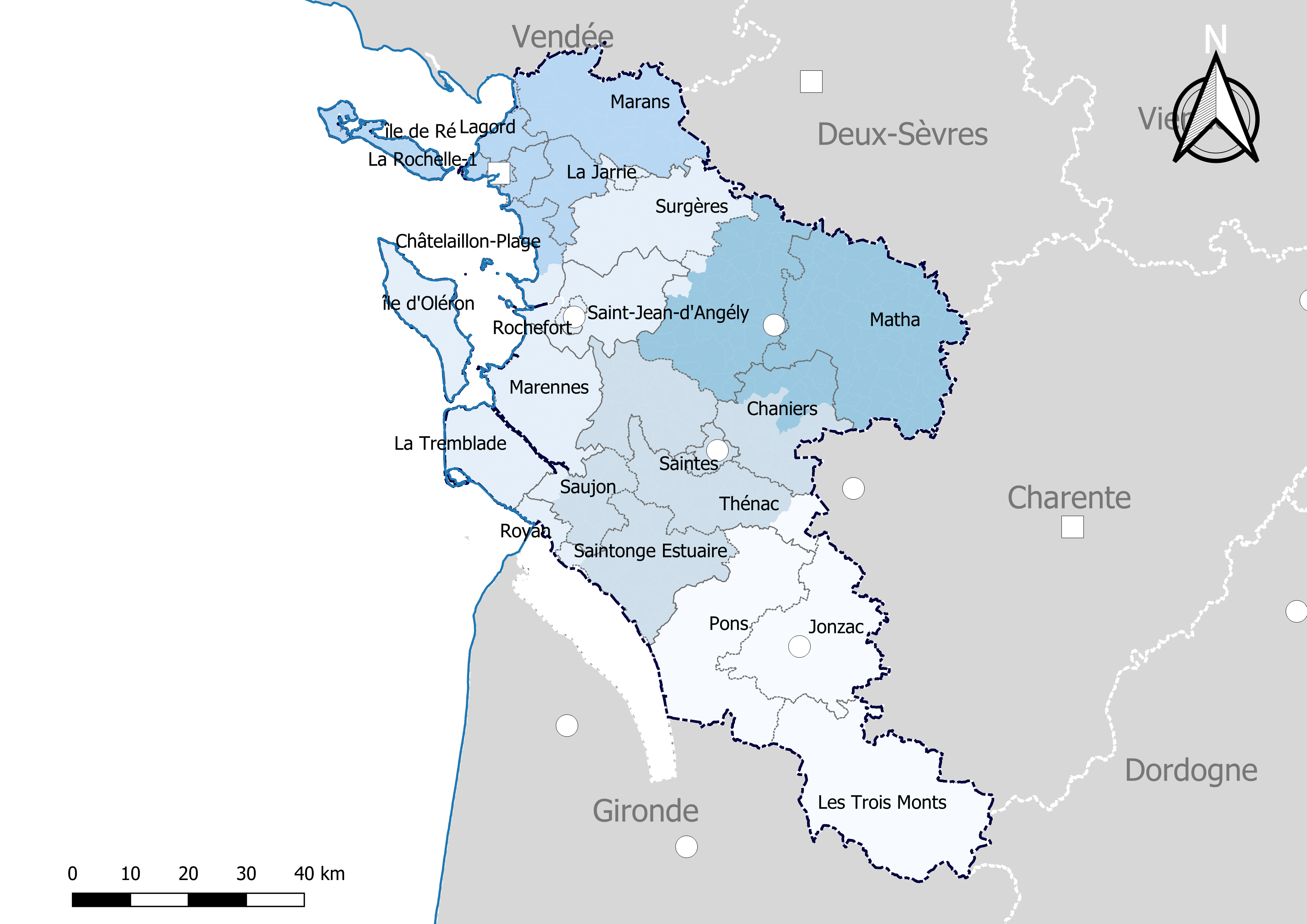
Découpage cantonal du département de la Charente-Maritime, avec en surimpression les arrondissements (en nuances de bleu) - Carte arrêtée au 1er janvier 2019.

Cet article présente la liste des cantons du département de la Charente-Maritime, par arrondissement.

## Histoire

### Découpage antérieur à 2014

Carte des cantons de Charente-Maritime, antérieure à 2015.

| Arrondissement de Jonzac              | 7 cantons  | sous-préfecture : Jonzac)              | Archiac - Jonzac - Mirambeau - Montendre - Montguyon - Montlieu-la-Garde - Saint-Genis-de-Saintonge |
| Arrondissement de Rochefort           | 13 cantons | sous-préfecture : Rochefort            | Aigrefeuille-d'Aunis - Château-d'Oléron - Marennes - Rochefort-Centre - Rochefort-Nord - Rochefort-Sud - Royan-Est - Royan-Ouest - Saint-Agnant - Saint-Pierre-d'Oléron - Surgères - Tonnay-Charente - La Tremblade   |
| Arrondissement de La Rochelle         | 15 cantons | préfecture : La Rochelle               | Ars-en-Ré - Aytré - Courçon - La Jarrie - Marans - La Rochelle-1 - La Rochelle-2 - La Rochelle-3 - La Rochelle-4 - La Rochelle-5 - La Rochelle-6 - La Rochelle-7 - La Rochelle-8 - La Rochelle-9 - Saint-Martin-de-Ré |
| Arrondissement de Saintes             | 9 cantons  | sous-préfecture : Saintes              | Burie - Cozes - Gémozac - Pons - Saintes-Est - Saintes-Nord - Saintes-Ouest - Saint-Porchaire - Saujon |
| Arrondissement de Saint-Jean-d'Angély | 7 cantons  | sous-préfecture : Saint-Jean-d'Angély) | Aulnay - Loulay - Matha - Saint-Hilaire-de-Villefranche - Saint-Jean-d'Angély - Saint-Savinien - Tonnay-Boutonne |

### Redécoupage cantonal de 2014
Dans la poursuite de la réforme territoriale engagée en 2010, l'Assemblée nationale adopte définitivement le 17 avril 2013 la réforme du mode de scrutin pour les élections départementales destinée à garantir la parité hommes/femmes. Les lois (loi organique 2013-402 et loi 2013-403) sont promulguées le 17 mai 2013. Un nouveau découpage territorial est défini par décret du 27 février 2014 pour le département de la Charente-Maritime. Celui-ci entre en vigueur lors du premier renouvellement général des assemblées départementales suivant la publication du décret, soit en mars 2015. Les conseillers départementaux sont élus au scrutin majoritaire binominal mixte. Les électeurs de chaque canton éliront au Conseil départemental, nouvelle appellation des Conseils généraux, deux membres de sexe différent, qui se présenteront en binôme de candidats. Les conseillers départementaux seront élus pour 6 ans au scrutin binominal majoritaire à deux tours, l'accès au second tour nécessitant 10 % des inscrits au 1er tour. En outre la totalité des conseillers départementaux est renouvelée.
Ce nouveau mode de scrutin nécessite un redécoupage des cantons dont le nombre est divisé par deux avec arrondi à l'unité impaire supérieure si ce nombre n'est pas entier impair et avec des conditions de seuils minimaux. Dans le Charente-Maritime le nombre de cantons passe ainsi de 51 à 27.
Les critères du remodelage cantonal sont les suivants : le territoire de chaque canton doit être défini sur des bases essentiellement démographiques, le territoire de chaque canton doit être continu et les communes de moins de 3 500 habitants sont entièrement comprises dans le même canton. Il n’est fait référence, ni aux limites des arrondissements, ni à celles des circonscriptions législatives.
Conformément à de multiples décisions du Conseil constitutionnel depuis 1985 et notamment sa décision n° 2010-618 DC du 9 décembre 2010, il est admis que le principe d’égalité des électeurs au regard des critères démographiques est respecté lorsque le ratio conseiller/habitant de la circonscription est compris dans une fourchette de 20 % de part et d'autre du ratio moyen conseiller/habitant du département. Pour le département de la Charente-Maritime, la population de référence est la population légale en vigueur au 1er janvier 2013, à savoir la population millésimée 2010, soit 622 323 habitants. Avec 27 cantons la population moyenne par conseiller départemental est de 23 049 habitants. Ainsi la population de chaque nouveau canton doit-elle être comprise entre 18 439 habitants et 27 659 habitants pour respecter le principe de l'égalité citoyenne au vu des critères démographiques.

### Décret de 2019
Pour tenir compte de la création de plusieurs communes nouvelles depuis 2014, un décret pris le 26 décembre 2019, actualise celui de 2014 en modifiant certaines limites cantonales.

## Composition actuelle

### Composition détaillée
| N° | Nom du Canton       | Bureau centralisateur  | Population 2012 | Écart /moyenne | Nombre de communes entières | Communes composant le canton |
| -- | ------------------- | ---------------------- | --------------- | -------------- | --------------------------- | --- |
| 1  | Aytré               | Aytré                  | 27 580          | 1,17           | 4                           | Aytré, Dompierre-sur-Mer, Périgny, Puilboreau. |
| 2  | Chaniers            | Chaniers               | 22 231          | 0,95           | 27                          | Aujac, Aumagne, Authon-Ébéon, Bercloux, Brizambourg, Burie, Bussac-sur-Charente, Chaniers, La Chapelle-des-Pots, Chérac, Dompierre-sur-Charente, Le Douhet, Écoyeux, Fontcouverte, Juicq, Migron, Nantillé, Saint-Bris-des-Bois, Saint-Césaire, Saint-Hilaire-de-Villefranche, Saint-Sauvant, Saint-Vaize, Sainte-Même, Le Seure, Vénérand, Villars-les-Bois. |
| 3  | Châtelaillon-Plage  | Châtelaillon-Plage     | 20 649          | 0,89           | 8                           | Angoulins, Châtelaillon-Plage, Fouras, Île-d'Aix, Saint-Laurent-de-la-Prée, Saint-Vivien, Salles-sur-Mer, Yves. |
| 4  | Île d'Oléron        | Saint-Pierre-d'Oléron  | 21 790          | 0,95           | 8                           | La Brée-les-Bains, Le Château-d'Oléron, Dolus-d'Oléron, Le Grand-Village-Plage, Saint-Denis-d'Oléron, Saint-Georges-d'Oléron, Saint-Pierre-d'Oléron, Saint-Trojan-les-Bains. |
| 5  | Île de Ré           | Saint-Martin-de-Ré     | 17 723          | 0,78           | 10                          | Ars-en-Ré, Le Bois-Plage-en-Ré, La Couarde-sur-Mer, La Flotte, Loix, Les Portes-en-Ré, Rivedoux-Plage, Saint-Clément-des-Baleines, Saint-Martin-de-Ré, Sainte-Marie-de-Ré. |
| 6  | La Jarrie           | La Jarrie              | 23 378          | 0,97           | 14                          | Anais, Bouhet, Bourgneuf, Clavette, Croix-Chapeau, La Jarne, La Jarrie, Montroy, Saint-Christophe, Saint-Médard-d'Aunis, Saint-Rogatien, Sainte-Soulle, Thairé, Vérines. |
| 7  | Jonzac              | Jonzac                 | 20 582          | 0,88           | 44                          | Agudelle, Allas-Bocage, Allas-Champagne, Archiac, Arthenac, Brie-sous-Archiac, Celles, Clam, Clion, Champagnac, Chaunac, Cierzac, Consac, Fontaines-d'Ozillac, Germignac, Guitinières, Jarnac-Champagne, Jonzac, Léoville, Lonzac, Lussac, Meux, Mortiers, Neuillac, Neulles, Nieul-le-Virouil, Ozillac, Réaux-sur-Trèfle, Saint-Ciers-Champagne, Saint-Dizant-du-Bois, Saint-Eugène, Saint-Georges-Antignac, Saint-Germain-de-Lusignan, Saint-Germain-de-Vibrac, Saint-Hilaire-du-Bois, Saint-Maigrin, Saint-Martial-de-Vitaterne, Saint-Martial-sur-Né, Saint-Médard, Saint-Sigismond-de-Clermont, Saint-Simon-de-Bordes, Sainte-Lheurine, Vibrac, Villexavier. |
| 8  | Lagord              | Lagord                 | 24 834          | 1,05           | 6                           | Esnandes, L'Houmeau, Lagord, Marsilly, Nieul-sur-Mer, Saint-Xandre. |
| 9  | Marans              | Marans                 | 27 552          | 1,14           | 20                          | Andilly, Angliers, Benon, Charron, Courçon, Cram-Chaban, Ferrières, La Grève-sur-Mignon, Le Gué-d'Alleré, La Laigne, Longèves, Marans, Nuaillé-d'Aunis, La Ronde, Saint-Cyr-du-Doret, Saint-Jean-de-Liversay, Saint-Ouen-d'Aunis, Saint-Sauveur-d'Aunis, Taugon, Villedoux. |
| 10 | Marennes            | Marennes-Hiers-Brouage | 21 254          | 0,91           | 13                          | Beaugeay, Bourcefranc-le-Chapus, Champagne, La Gripperie-Saint-Symphorien, Le Gua, Marennes-Hiers-Brouage, Moëze, Nieulle-sur-Seudre, Saint-Agnant, Saint-Froult, Saint-Jean-d'Angle, Saint-Just-Luzac, Saint-Sornin. |
| 11 | Matha               | Matha                  | 21 581          | 0,94           | 62                          | Antezant-la-Chapelle, Asnières-la-Giraud, Aulnay, Bagnizeau, Ballans, Bazauges, Beauvais-sur-Matha, Blanzac-lès-Matha, Blanzay-sur-Boutonne, Bresdon, Brie-sous-Matha, La Brousse, Cherbonnières, Chives, Coivert, Contré, Courcelles, Courcerac, Cressé, Dampierre-sur-Boutonne, Les Éduts, Les Églises-d'Argenteuil, Fontaine-Chalendray, Fontenet, Gibourne, Le Gicq, Gourvillette, Haimps, Loiré-sur-Nie, Louzignac, Macqueville, Massac, Matha, Mons, Néré, Neuvicq-le-Château, Paillé, Poursay-Garnaud, Prignac, Rives-de-Boutonne, Romazières, Saint-Julien-de-l'Escap, Saint-Mandé-sur-Brédoire, Saint-Martial, Saint-Martin-de-Juillers, Saint-Ouen-la-Thène, Saint-Pardoult, Saint-Pierre-de-Juillers, Saint-Pierre-de-l'Isle, Saint-Séverin-sur-Boutonne, Saleignes, Seigné, Siecq, Sonnac, Thors, Les Touches-de-Périgny, Varaize, Vervant, La Villedieu, Villemorin, Villiers-Couture, Vinax. |
| 12 | Pons                | Pons                   | 21 197          | 0,92           | 39                          | Avy, Belluire, Biron, Bois, Boisredon, Bougneau, Chadenac, Champagnolles, Courpignac, Échebrune, Fléac-sur-Seugne, Givrezac, Lorignac, Marignac, Mazerolles, Mirambeau, Mosnac, Plassac, Pérignac, Pons, Saint-Bonnet-sur-Gironde, Saint-Ciers-du-Taillon, Saint-Dizant-du-Gua, Saint-Fort-sur-Gironde, Saint-Genis-de-Saintonge, Saint-Georges-des-Agoûts, Saint-Germain-du-Seudre, Saint-Grégoire-d'Ardennes, Saint-Léger, Saint-Martial-de-Mirambeau, Saint-Palais-de-Phiolin, Saint-Quantin-de-Rançanne, Saint-Seurin-de-Palenne, Saint-Sorlin-de-Conac, Saint-Thomas-de-Conac, Sainte-Ramée, Salignac-de-Mirambeau, Semillac, Semoussac, Soubran. |
| 13 | Rochefort           | Rochefort              | 24 698          | 1,09           | 1                           | Rochefort. |
| 14 | La Rochelle-1       | La Rochelle            | 26 122          |                | Fraction La Rochelle        | Partie de la commune de la Rochelle située à l'ouest d'une ligne définie par l'axe des voies et limites suivantes : depuis le littoral, chemin de la digue de Richelieu, rue Philippe-Vincent, boulevard Winston-Churchill, avenue du Maréchal-Juin, avenue Jean-Guiton, avenue Pierre-Loti, ligne de chemin de fer, avenue de la Porte-Dauphine, avenue de Fétilly, place du Champ-de-Mars, avenue du 11-Novembre-1918, jusqu'à la limite territoriale de la commune de Lagord. |
| 15 | La Rochelle-2       | La Rochelle            | 23 918          |                | Fraction La Rochelle        | Partie de la commune de La Rochelle située au sud d'une ligne définie par l'axe des voies et limites suivantes : depuis le littoral, chemin de la digue de Richelieu, rue Philippe-Vincent, boulevard Winston-Churchill, avenue du Maréchal-Juin, avenue Jean-Guiton, avenue Pierre-Loti, ligne de chemin de fer, jusqu'à la limite territoriale de la commune d'Aytré. |
| 16 | La Rochelle-3       | La Rochelle            | 24 083          |                | Fraction La Rochelle        | Partie de la commune de La Rochelle non incluse dans les cantons de La Rochelle-1 et de La Rochelle-2. |
| 17 | Royan               | Royan                  | 26 640          | 1,17           | 3                           | Royan, Saint-Georges-de-Didonne, Vaux-sur-Mer. |
| 18 | Saint-Jean-d'Angély | Saint-Jean-d'Angély    | 27 130          | 1,17           | 40                          | Annepont, Annezay, Archingeay, Bernay-Saint-Martin, Bignay, Bords, Champdolent, Chantemerle-sur-la-Soie, Courant, La Croix-Comtesse, La Devise, Dœuil-sur-le-Mignon, Essouvert, Fenioux, Grandjean, La Jarrie-Audouin, Landes, Loulay, Lozay, Mazeray, Migré, Le Mung, Nachamps, Les Nouillers, Puy-du-Lac, Puyrolland, Saint-Crépin, Saint-Félix, Saint-Jean-d'Angély, Saint-Loup, Saint-Savinien, Taillant, Taillebourg, Ternant, Tonnay-Boutonne, Torxé, La Vergne, Vergné, Villeneuve-la-Comtesse, Voissay. |
| 19 | Saint-Porchaire     | Saint-Porchaire        | 19 542          | 0,83           | 20                          | Balanzac, Beurlay, Crazannes, Écurat, Les Essards, Geay, Nancras, Nieul-lès-Saintes, Plassay, Pont-l'Abbé-d'Arnoult, Port-d'Envaux, Romegoux, Saint-Georges-des-Coteaux, Saint-Porchaire, Saint-Sulpice-d'Arnoult, Sainte-Gemme, Sainte-Radegonde, Soulignonne, Trizay, La Vallée. |
| 20 | Saintes             | Saintes                | 25 645          | 1,13           | 1                           | Saintes. |
| 21 | Saintonge Estuaire  | Meschers-sur-Gironde   | 19 672          | 1,12           | 23                          | Arces, Barzan, Boutenac-Touvent, Brie-sous-Mortagne, Chenac-Saint-Seurin-d'Uzet, Cozes, Cravans, Épargnes, Floirac, Gémozac, Grézac, Jazennes, Meschers-sur-Gironde, Meursac, Montpellier-de-Médillan, Mortagne-sur-Gironde, Saint-André-de-Lidon, Saint-Simon-de-Pellouaille, Talmont-sur-Gironde, Tanzac, Thaims, Villars-en-Pons, Virollet. |
| 22 | Saujon              | Saujon                 | 20 517          | 0,86           | 9                           | Le Chay, Corme-Écluse, L'Éguille, Médis, Sablonceaux, Saint-Romain-de-Benet, Saint-Sulpice-de-Royan, Saujon, Semussac. |
| 23 | Surgères            | Surgères               | 27 870          | 1,18           | 19                          | Aigrefeuille-d'Aunis, Ardillières, Ballon, Breuil-la-Réorte, Chambon, Ciré-d'Aunis, Forges, Landrais, Marsais, Puyravault, Saint-Georges-du-Bois, Saint-Mard, Saint-Pierre-d'Amilly, Saint-Pierre-la-Noue, Saint-Saturnin-du-Bois, Surgères, Le Thou, Virson, Vouhé. |
| 24 | Thénac              | Thénac                 | 19 717          | 0,84           | 25                          | Berneuil, Brives-sur-Charente, Chermignac, La Clisse, Colombiers, Corme-Royal, Coulonges, Courcoury, Les Gonds, La Jard, Luchat, Montils, Pessines, Pisany, Préguillac, Rétaud, Rioux, Rouffiac, Saint-Sever-de-Saintonge, Salignac-sur-Charente, Tesson, Thénac, Thézac, Varzay. |
| 25 | Tonnay-Charente     | Tonnay-Charente        | 26 872          | 1,15           | 15                          | Breuil-Magné, Cabariot, Échillais, Genouillé, Loire-les-Marais, Lussant, Moragne, Muron, Port-des-Barques, Saint-Coutant-le-Grand, Saint-Hippolyte, Saint-Nazaire-sur-Charente, Soubise, Tonnay-Charente, Vergeroux. |
| 26 | La Tremblade        | La Tremblade           | 22 331          | 0,95           | 9                           | Arvert, Breuillet, Chaillevette, Étaules, Les Mathes, Mornac-sur-Seudre, Saint-Augustin, Saint-Palais-sur-Mer, La Tremblade. |
| 27 | Les Trois Monts     | Montendre              | 23 625          | 1,01           | 42                          | La Barde, Bedenac, Boresse-et-Martron, Boscamnant, Bran, Bussac-Forêt, Cercoux, Chamouillac, Chartuzac, Chatenet, Chepniers, Chevanceaux, Clérac, La Clotte, Corignac, Coux, Expiremont, Le Fouilloux, La Genétouze, Jussas, Mérignac, Messac, Montendre, Montguyon, Montlieu-la-Garde, Neuvicq, Orignolles, Le Pin, Polignac, Pommiers-Moulons, Pouillac, Rouffignac, Saint-Aigulin, Saint-Martin-d'Ary, Saint-Martin-de-Coux, Saint-Palais-de-Négrignac, Saint-Pierre-du-Palais, Sainte-Colombe, Souméras, Sousmoulins, Tugéras-Saint-Maurice, Vanzac. |
|    |                     |                        | 628 733         |                | 472                         | |

### Répartition par arrondissement
Contrairement à l'ancien découpage où chaque canton était inclus à l'intérieur d'un seul arrondissement, le nouveau découpage territorial s'affranchit des limites des arrondissements. Certains cantons peuvent être composés de communes appartenant à des arrondissements différents. Dans le département de la Charente-Maritime, c'est le cas de sept cantons (Chaniers, Châtelaillon-Plage, La Jarrie, Saint-Jean-d'Angély, Saintonge Estuaire, Saujon, Thénac).
Le tableau suivant présente la répartition par arrondissement :
| N° | Canton              | Jonzac | Rochefort | La Rochelle          | Saintes | Saint-Jean-d'Angély | Total                |
| -- | ------------------- | ------ | --------- | -------------------- | ------- | ------------------- | -------------------- |
| 1  | Aytré               |        |           | 4                    |         |                     | 4                    |
| 2  | Chaniers            |        |           |                      | 17      | 10                  | 27                   |
| 3  | Châtelaillon-Plage  |        | 3         | 5                    |         |                     | 8                    |
| 4  | Île d'Oléron        |        | 8         |                      |         |                     | 8                    |
| 5  | Île de Ré           |        |           | 10                   |         |                     | 10                   |
| 6  | La Jarrie           |        | 2         | 12                   |         |                     | 14                   |
| 7  | Jonzac              | 46     |           |                      |         |                     | 46                   |
| 8  | Lagord              |        |           | 6                    |         |                     | 6                    |
| 9  | Marans              |        |           | 20                   |         |                     | 20                   |
| 10 | Marennes            |        | 14        |                      |         |                     | 14                   |
| 11 | Matha               |        |           |                      |         | 63                  | 63                   |
| 12 | Pons                | 39     |           |                      |         |                     | 39                   |
| 13 | Rochefort           |        | 1         |                      |         |                     | 1                    |
| 14 | La Rochelle-1       |        |           | Fraction La Rochelle |         |                     | Fraction La Rochelle |
| 15 | La Rochelle-2       |        |           | Fraction La Rochelle |         |                     | Fraction La Rochelle |
| 16 | La Rochelle-3       |        |           | Fraction La Rochelle |         |                     | Fraction La Rochelle |
| 17 | Royan               |        | 3         |                      |         |                     | 3                    |
| 18 | Saint-Jean-d'Angély |        | 3         |                      | 2       | 37                  | 42                   |
| 19 | Saint-Porchaire     |        |           |                      | 20      |                     | 20                   |
| 20 | Saintes             |        |           |                      | 1       |                     | 1                    |
| 21 | Saintonge Estuaire  |        | 1         |                      | 23      |                     | 24                   |
| 22 | Saujon              |        | 2         |                      | 7       |                     | 9                    |
| 23 | Surgères            |        | 21        |                      |         |                     | 21                   |
| 24 | Thénac              | 4      |           |                      | 21      |                     | 25                   |
| 25 | Tonnay-Charente     |        | 15        |                      |         |                     | 15                   |
| 26 | La Tremblade        |        | 9         |                      |         |                     | 9                    |
| 27 | Les Trois Monts     | 42     |           |                      |         |                     | 42                   |
|    |                     | 131    | 82        | 58                   | 91      | 110                 | 472                  |